# Hans Hotter

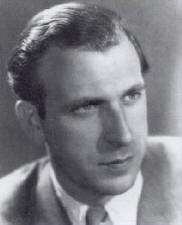
Hans Hotter intorno al 1940

Hans Hotter (Offenbach am Main, 19 gennaio 1909 – 6 dicembre 2003) è stato un basso-baritono e cantante tedesco.

## Biografia
Nato in Assia, rimane senza il padre da piccolo e con la madre e il fratello si trasferisce in Baviera. Qui studia per diventare direttore d'orchestra e al contempo studia filosofia, ma si appassiona anche al pianoforte e al canto.
Si è formato con Matthäus Roemer e già ventunenne ha debuttato come cantante a Troppau. Negli anni successivi si è esibito non solo in Germania, ma anche nella Repubblica Ceca, in  Austria e in diversi altri paesi europei.
Durante la seconda guerra mondiale viene esentato dal servizio militare ma comunque non si esibisce.
Con la sua voce, caratterizzata sia dal timbro baritono che da quello basso, riprende a cantare nel 1947 interpretando numerosissimi ruoli di importanti opere (Don Carlos, Parsifal, Giulio Cesare di Haendel, Moses di Arnold Schönberg, Falstaff, I maestri cantori di Norimberga di Richard Wagner, Il flauto magico di Mozart, Jago di Giuseppe Verdi e altre).